# Doug Mahnke

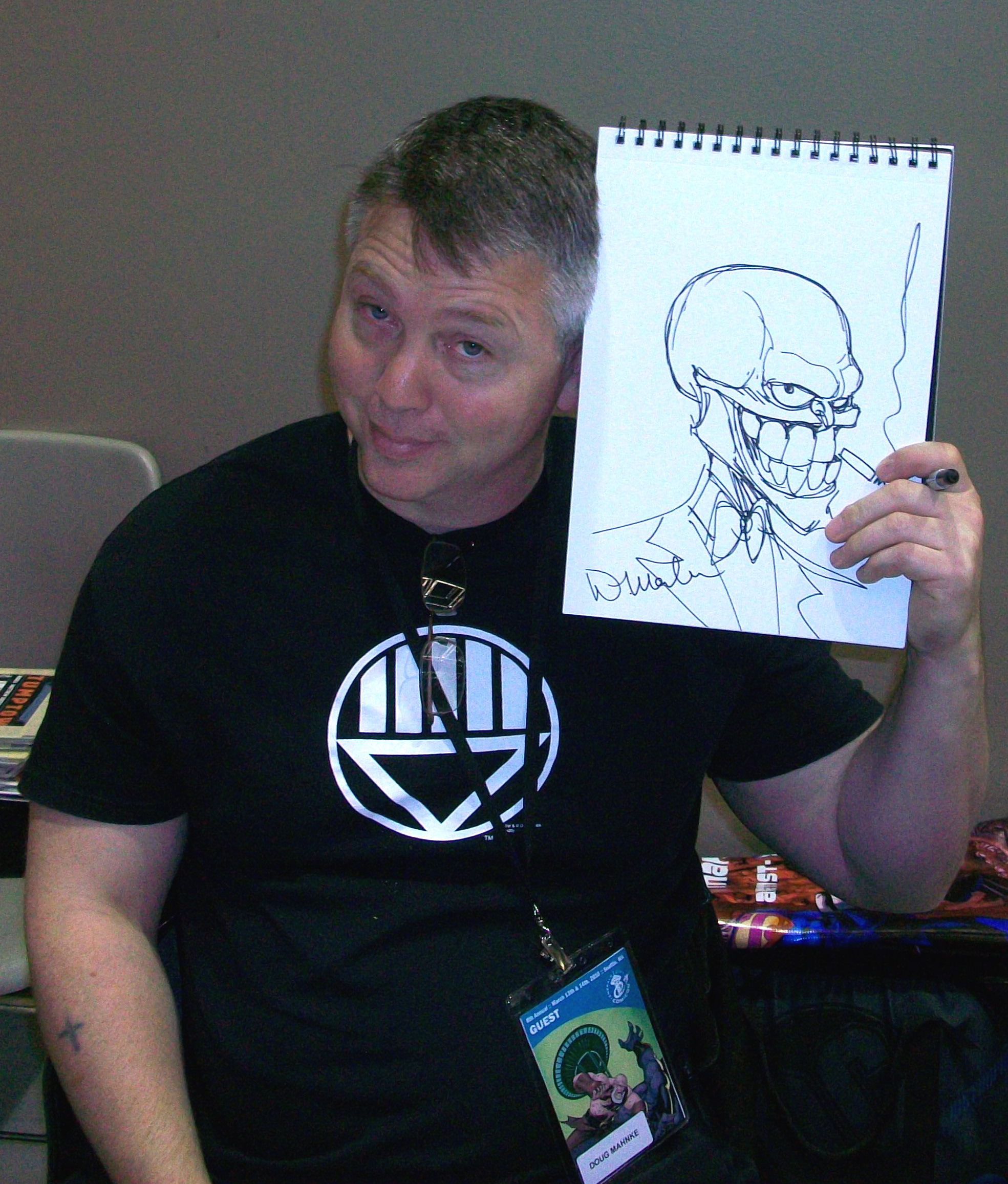
Doug Mahnke 2010

Douglas „Doug“ Mahnke ist ein US-amerikanischer Comiczeichner. Mahnke wurde vor allem durch seine Arbeit an den Figuren The Mask und Superman bekannt.

## Leben und Arbeit
Mahnke ist seit den frühen 1990er Jahren als hauptberuflicher Comiczeichner tätig. Seither hat er für den Verlag Dark Horse Comics an den satirischen Comics über Die Maske sowie an der Serie X gearbeitet, während er für DC-Comics als Zeichner an Serien wie JLA, Batman, Superman: Man of Steel und der Miniserie Seven Soldiers: Frankenstein mitwirkte. Darüber hinaus hat Mahnke die Cover für die Miniserie King Tiger/Motorhead gestaltet.
2005 produzierte Mahnke gemeinsam mit dem Tuschezeichner Tom Nguyen zwei didaktische DVDs, die Anschauungskurse zum Thema Comiczeichnen enthalten. 